# Покрајине Белгије
Краљевина Белгија је подијељена на три региона. Два од три региона, Фламански регион или Фландрија и Валонски регион или Валонија, су подијељена на пет покрајина. Трећи регион, Главни град Брисел, није подијељен на покрајине, јер је првобитно била само мањи дио покрајине.
Многе покрајине су се развиле из ранијих војводстава или графовија истог имена и сличног положаја, иако често са значајним промјенама граница. У вријеме настанка Белгије 1830. године, постојало је само девет покрајина, укључујући покрајину Брабант, у чијем саставу се налазио град Брисел. Брабант је 1995. године подијељен на три области: Фламански Брабант, који је постао дио Фламанског региона; Валонски Брабант, који је постао дио Валонског региона; и Главни град Брисел, који је постао трећи региона. Ова подјела је одржавала политичке тензије између француске говорне заједнице у Валонији и холандске говорне заједнице у Фландрији, док је Брисел службено двојезичан.
Подјела на покрајине је утврђена чланом 5. Устава Краљевине Белгије. Покрајине су даље подијељене на 43 административна округа, а окрузи на 589 општина.

## Списак
| Застава                      | Грб                  | Име               | Гл. град  | Гувернер          | Гувернер | Површина (км2) | Становништво (1. јануар 2017) | Поштански код                                                | [ 2 ] | [ 2 ] | [ 2 ] |
| ---------------------------- | -------------------- | ----------------- | --------- | ----------------- | -------- | -------------- | ----------------------------- | ------------------------------------------------------------ | ----- | ----- | ----- |
| Провинција Антверпен         | Antwerp              | Антверпен         | Антверпен | Cathy Berx        | од 2008. | 2860           | 1.836.030                     | 2000—2999                                                    | BE.AN | BE01  | VAN   |
| Источна Фландрија            | East Flanders        | Источна Фландрија | Гент      | Jan Briers        | од 2013. | 2982           | 1.496.187                     | 9000—9999                                                    | BE.OV | BE08  | VOV   |
| Фламански Брабант            | Flemish Brabant      | Фламански Брабант | Левен     | Lodewijk De Witte | од 1995. | 2106           | 1.129.849                     | 1500—1999, 3000—3499                                         | BE.VB | BE12  | VBR   |
| Провинција Лимбург (Белгија) | Limburg (Belgium)    | Лимбург           | Хаселт    | Herman Reynders   | од 2009. | 2414           | 867.413                       | 3500—3999                                                    | BE.LI | BE05  | VLI   |
| Западна Фландрија            | West Flanders        | Западна Фландрија | Бриж      | Carl Decaluwé     | од 2012. | 3151           | 1.186.532                     | 8000—8999                                                    | BE.WV | BE09  | VWV   |
| Провинција Ено               | Hainaut (province)   | Ено               | Монс      | Tommy Leclercq    | од 2013. | 3800           | 1.339.562                     | 7000—7999 (запад), 6000—6999 (исток, дијели са Луксембургом) | BE.HT | BE03  | WHT   |
| Провинција Лијеж             | Liège (province)     | Лијеж             | Лијеж     | Hervé Jamar       | од 2015. | 3844           | 1.102.531                     | 4000—4999                                                    | BE.LG | BE04  | WLG   |
| Провинција Луксембург        | Luxembourg (Belgium) | Луксембург        | Арлон     | Olivier Schmitz   | од 2016. | 4443           | 281.972                       | 6000—6999 (дијели са источним Еноом)                         | BE.LX | BE06  | WLX   |
| Провинција Намир             | Namur (province)     | Намир             | Намир     | Denis Mathen      | од 2007. | 3664           | 491.285                       | 5000—5999                                                    | BE.NA | BE07  | WNA   |
| Валонски Брабант             | Walloon Brabant      | Валонски Брабант  | Вавр      | Gilles Mahieu     | од 2015. | 1093           | 399.123                       | 1300—1499                                                    | BE.BW | BE10  | WBR   |